# Amazonsnårtyrann
Amazonsnårtyrann (Sublegatus obscurior) är en fågel i familjen tyranner inom ordningen tättingar.

## Utseende
Amazonsnårtyrannen är en rätt liten och anspråkslöst tecknad tyrann med kort näbb. På det runda och gråbruna huvudet kan den ibland resa en liten huvudtofs. Ovanför ögat syns endast en antydan till ett ljusare ögonbrynsstreck. Bröstet är ljusare grått, övergående i gult på buken. På vingarna syns relativt svagt tecknade vingband. Arten är större och gängligare än Camptostoma-tyranner och ser mer ut som en topptyrann i miniatyrformat. Arten är mycket lik sydlig snårtyrann som den kan överlappa med vintertid, men är generellt mörkare i fjäderdräkten.

## Utbredning och systematik
Fågeln förekommer från östra Colombia till södra Venezuela, Guyanaregionen, norra Bolivia och Amazonområdet i Brasilien. Den behandlas som monotypisk, det vill säga att den inte delas in i några underarter.

## Status
Arten har ett stort utbredningsområde och beståndet anses vara stabilt. Internationella naturvårdsunionen IUCN listar den därför som livskraftig (LC).